# Musculus flexor digitorum profundus (Hintergliedmaße)
Zum Musculus flexor digitorum profundus (lat. für „tiefer Zehenbeuger“) werden an der Hintergliedmaße der quadrupeden Säugetiere drei Muskeln zusammengefasst:
- Musculus tibialis caudalis
- Musculus flexor digitorum medialis (älterer Name: Musculus flexor digitorum longus)
- Musculus flexor digitorum lateralis (älterer Name: Musculus flexor hallucis longus)

Die Sehnen der drei Muskeln vereinigen sich zur tiefen Beugesehne. Lediglich bei den Raubtieren bleibt die Sehne des Musculus tibialis caudalis isoliert und nimmt nicht an der Beugung der Hinterzehen teil. Die tiefe Beugesehne besitzt am Zehengrundgelenk zwei Sesambeine, am letzten Zehengelenk ein Sesambein (Strahlbein) und inseriert an der Facies flexoria des Huf-, Klauen- bzw. Krallenbeins.